# Ян Лі (хімік)
Ян Лі (кит.: 李远哲; нар. 19 листопада 1936 року) — тайваноамериканський хімік, лауреат Нобелівської премії з хімії за 1986 рік спільно з Д. Хершбахом і Дж. Полані з формулюванням «За внесок у розвиток досліджень динаміки елементарних хімічних процесів».